# 아키디자인
아키디자인(ArchiDesign)은 대한민국의 기업 마이다스아이티가 개발한 컴퓨터 지원 설계 소프트웨어이다. 2차원 CAD 소프트웨어 2016년 10월 14일 정식 출시하여 배포됨. 기본적인 DWG파일 확장자를 가지고 있어 오토캐드 및 여러 캐드 프로그램과 호환이 가능하다.

## 특징
건축설계 실무를 이해하고 만든 프로그램이어서 건축설계실무자들이 사용했을 때 도면작업의 시간을 대폭 줄여준다. 기능은 일반캐드가 가지고 있는 기능을 모두 가지고 있어 기존에 캐드를 사용하던 사용자들은 빠르게 적응할 수 있다. 다만 아키디자인은 일반 캐드와 다른점이 있다. 정보를 기반으로 한 캐드라는 점이다. 이 정보캐드는 처음에 사용하면 조금 익숙하지 않을지 모른다. 모든 객체가 정보를 가지고 확장가능성이 무궁무진하다.
한국 기업에서 개발한 소프트웨어다 보니 대한민국의 설계사무소들의 피드백을 적극적으로 수용하고 업데이트가 이루어지고 있다.
1. ↑  “보관된 사본”. 2019년 3월 2일에 원본 문서에서 보존된 문서. 2019년 3월 2일에 확인함.

## 버전 역사
| 공식 이름         | 버전    | 출시 번호 | 출시일           | 비고                                                                                  |
| ----------------- | ------- | --------- | ---------------- | ------------------------------------------------------------------------------------- |
| 아키디자인 2017R4 | V100 R4 | 1         | 2017년 3월 13일  | IRX 기능 탑재 (추가적인 편의기능(써드파티)을 플러그인으로 사용할 수 있는 환경을 말함) |
| 아키디자인 2017R1 | V220 R1 | 2         | 2017년 5월 15일  |                                                                                       |
| 아키디자인 2017R4 | V220 R4 | 3         | 2017년 7월 6일   |                                                                                       |
| 아키디자인 2017R5 | V220 R5 | 4         | 2017년 8월 24일  |                                                                                       |
| 아키디자인 2018R1 | V230 R1 | 5         | 2017년 11월 15일 |                                                                                       |
| 아키디자인 2018R2 | V230 R2 | 6         | 2017년 12월 26일 |                                                                                       |
| 아키디자인 2018R3 | V230 R3 | 7         | 2018년 3월 12일  |                                                                                       |
| 아키디자인 2018R7 | V230 R7 | 8         | 2018년 6월 4일   |                                                                                       |
| 아키디자인 2018R8 | V230 R8 | 9         | 2018년 8월 6일   |                                                                                       |
| 아키디자인 2018R1 | V240 R1 | 10        | 2018년 9월 19일  |                                                                                       |
| 아키디자인 2018R2 | V240 R2 | 11        | 2018년 11월 8일  | 아키디자인 무료버전 출시                                                              |
| 아키디자인 2018R5 | V240 R5 | 12        | 2019년 2월 25일  | IRXv8.0에서는 건축전용으로 문 작도 및 삭제, 시트 신속번호 부여 기능이 탑재되었다.     |